# Авигея
Авиге́я Карми́литянка (Авиге́я = ивр. אֲבִיגַיִל‎ — радость отца; евр. Авигаиль) — ветхозаветный персонаж; одна из жён царя Давида, родившая от него сына Далуию. Давид встретил эту женщину в городе Кармиле, до него она была женой Навала (1Цар. 25:40; 27:3).

## Библейское повествование
В Книге Царств Авигея описывается как умная и красивая лицом жена жестокого и злого нравом Навала, замечательная своей великодушной, благородной помощью, оказанной Давиду и его людям на горе Кармил (1Цар. 25:3). Таким образом она отвратила от своего мужа мщение, которое готовился нанести ему Давид за его грубый отказ в помощи (1Цар. 25:1—35). Когда Авигея рассказала своему мужу, Навалу, об угрожавшей ему опасности, то от ужаса «замерло в нем сердце его, и стал он как камень» (1Цар. 25:37) и через 10 дней после того умер. Вскоре Авигея сделалась женой Давида и родила ему сына Далуию (2Цар. 3:3, 1Пар. 3:1).

## Раввинистическая интерпретация
В трактате «Мегила» Авигея упомянута среди четырёх женщин-пророчиц Танаха. Там же она названа одной из четырёх женщин непревзойдённой красоты.

## Употребление имени
В русском языке имя «Авигея» практически не используется, тогда как в англоязычных странах распространено имя «Абигаль» (Эбигейл).